# 159 г. пр.н.е.
159 (сто петдесет и девета) година преди новата ера (пр.н.е.) е година от доюлианския (Помпилийски) римски календар.

## Събития

### В Римската република
- Консули са Гней Корнелий Долабела и Марк Фулвий Нобилиор. Цензори са Публий Корнелий Сципион Назика Коркул и Марк Попилий Ленат.
- Проведено е преброяване, което регистрира 328 316 римски граждани.[1]
- Посланическа делегация изпратена от Деметрий I Сотер пристига в Рим. (159/158 г. пр.н.е.)[2]

### В Азия
- Деметрий I нахлува в Кападокия, за да прогони Ариарат V и да постави Ороферн на трона.[2]

## Родени
- Квинт Муций Сцевола (авгур), римски политик, юрист и философ (умрял 87 г. пр.н.е.)

## Починали
- Теренций, един от най-прочутите римски поети (роден ок. 195 г. пр.н.е.)
- Алким, първосвещеник на Юдея